# Kopaihorod
Kopaihorod (în ucraineană Копайгород) este o așezare de tip urban din raionul Bar, regiunea Vinnița, Ucraina. În afara localității principale, mai cuprinde și satele Ukraiinske, Pereliskî, Șîpînkî și Șevcenkove.

## Demografie
Componența lingvistică a așezării de tip urban Kopaihorod
     Ucraineană (97,99%)
     Rusă (1,81%)
     Alte limbi (0,14%)
Conform recensământului din 2001, majoritatea populației așezării de tip urban Kopaihorod era vorbitoare de ucraineană (97,99%), existând în minoritate și vorbitori de rusă (1,81%).